# Carles Ricci Febrer
Carles Ricci Febrer és un economista i polític balear, diputat al Parlament de les Illes Balears en la II Legislatura.
Diplomat en economia a ESADE, va crear i treballar per a diverses empreses del sector industrial a Catalunya, turístic i immobiliari de Menorca i Barcelona. Va fundar Crea Art Ricci l'any 1963 i més tard l'agència de viatges Viajes Ricci a Ciutadella de Menorca i treballà per al departament de beques per a estudiants catalans a l'estranger de la Generalitat de Catalunya.
El 1986 fou nomenat cap del Centro Democrático y Social de Menorca i es presentà a les eleccions al Parlament de les Illes Balears de 1987, i fou elegit diputat del consell Insular de Menorca a les eleccions al Parlament de les Illes Balears de 1987. Tanmateix l'octubre de 1987 va trencar amb el seu partit quan no va permetre que es pogués urbanitzar la platja de Cala Mitjana de la costa de Ferreries, en total discrepància amb l'Alcalde de Ferreries Biel Martí i Francesc Quetglas Rosanes, finalment passà al grup mixt, on al tenir el vot útil per crear les lleis, va fer retirar dues propostes de llei del Govern, compost pel Partit Popular i Unió Mallorquina, provocant des de la seva privilegiada posició, que el 47% de les esmenes de l'oposició, fossin incloses en les lleis que es van finalitzar durant la Legislatura. votar conjuntament amb el Partit Popular i Unió Mallorquina i fou el veritable protagonista del Parlament.
El 17 de setembre de 1991 fou jutjat per calúmnies injúries a alguns companys del Parlament, per denunciar, que diversos parlamentaris, entre ells el President del Parlament Jeroni Alberti, que s´havien modificat els plànols de la Llei de Protecció de les Àrees Naturals. Finalment fou absolt, però no va aconseguir que la fiscalia actués contra els que van pretendre augmentar els límits per urbanitzar. El seu nom va aparèixer com a cobrador de xecs de la Banca Abel Matutes en relació amb el cas Túnel de Sóller, però va ser desmentit totalment.